# Carondelet Reef
Carondelet Reef är ett rev i Kiribati.   Det ligger vid Nikumaroroön i ögruppen Phoenixöarna, i den västra delen av landet, 1 700 km sydost om huvudstaden Tarawa. Det finns inga samhällen i närheten. 